# Mistrzostwa Świata w Szermierce 1957
Mistrzostwa Świata w Szermierce 1957 – 27. edycja mistrzostw odbyła się po raz czwarty we francuskiej stolicy Paryż.

## Klasyfikacja medalowa
| Lp. | Państwo         | złoto | srebro | brąz | Razem |
| --- | --------------- | ----- | ------ | ---- | ----- |
| 1   | Węgry           | 3     | 3      | 1    | 6     |
| 2   | Włochy          | 2     | -      | 3    | 5     |
| 3   | ZSRR            | 1     | 2      | -    | 3     |
| 4   | Francja         | 1     | 1      | -    | 2     |
| 5   | Polska          | 1     | -      | 1    | 2     |
| 6   | RFN             | -     | 2      | -    | 2     |
| 7   | Wielka Brytania | -     | -      | 2    | 2     |
| 8   | Austria         | -     | -      | 1    | 1     |

## Medaliści

### Mężczyźni
| Złoto | Srebro | Brąz |
| Floret | | |
| Mihály Fülöp | Mark Midler | Allan Jay |
| Węgry · Ferenc Czvikovszky · Mihály Fülöp · József Gyuricza · Jenö Kamuti · Endre Tilli                                  | Francja · Claude Bancilhon · Bernard Baudoux · Roger Closset · René Coicaud · Christian d’Oriola · Claude Netter | Włochy · Aldo Aureggi · Giancarlo Bergamini · Luigi Carpaneda · Vittorio Lucarelli · Alberto Pellegrino · Antonio Spallino |
| Szpada | | |
| Armand Mouyal | Gurgy Baranyi | Franco Bertinetti |
| Włochy · Giorgio Anglesio · Franco Bertinetti · Giuseppe Delfino · Gianluigi Saccaro · Carlo Pavesi · Alberto Pellegrino | Węgry · Lajos Balthazár · Árpád Bárány · Barnabás Berzsenyi · Ferenc Czvikovszky · Tamás Gábor · István Kausz    | Wielka Brytania · Raymond Harrison · William Hoskyns · Michael Howard · Allan Jay · John Pelling · Ralph Sproul-Bolton     |
| Szabla | | |
| Jerzy Pawłowski | Rudolf Kárpáti                                                                                                   | Tamás Mendelényi |
| Węgry · Aladár Gerevich · Zoltán Horváth · Rudolf Kárpáti · Pál Kovács · József Szerencsés · Tamás Mendelényi            | ZSRR · Jewhen Czerepowśkyj · Lew Kuzniecow · Leonid Lejtman · Jakow Rylski · Dawid Tyszler                       | Polska · Jerzy Pawłowski · Wojciech Zabłocki · Zygmunt Pawlas · Andrzej Piątkowski · Marian Kuszewski · Ryszard Zub        |

### Kobiety
| Złoto | Srebro                                                                        | Brąz                                                                                                 |
| Floret |                                                                               | |
| Aleksandra Zabielina                                                                                                  | Heidi Schmid                                                                  | Irene Camber                                                                                         |
| Włochy · Cristiana Bortolotti · Irene Camber · Velleda Cesari · Bruna Colombetti · Leopolda Predaroli · Jenny Zanelli | RFN · Helmi Höhle · Ilse Keydel · Else Ommerborn · Heidi Schmid · Helga Stroh | Austria · Waltraud Ebert · Helga Gnauer · Maria Grötzer · Luise Gruss · Helga Kathlein · Ellen Preis |